# Le Prince Éric
Pour les articles homonymes, voir Le Prince Éric (bande dessinée) et Prince Éric (Disney).
 (mai 2019).
Si vous disposez d'ouvrages ou d'articles de référence ou si vous connaissez des sites web de qualité traitant du thème abordé ici, merci de compléter l'article en donnant les références utiles à sa vérifiabilité et en les liant à la section « Notes et références ».

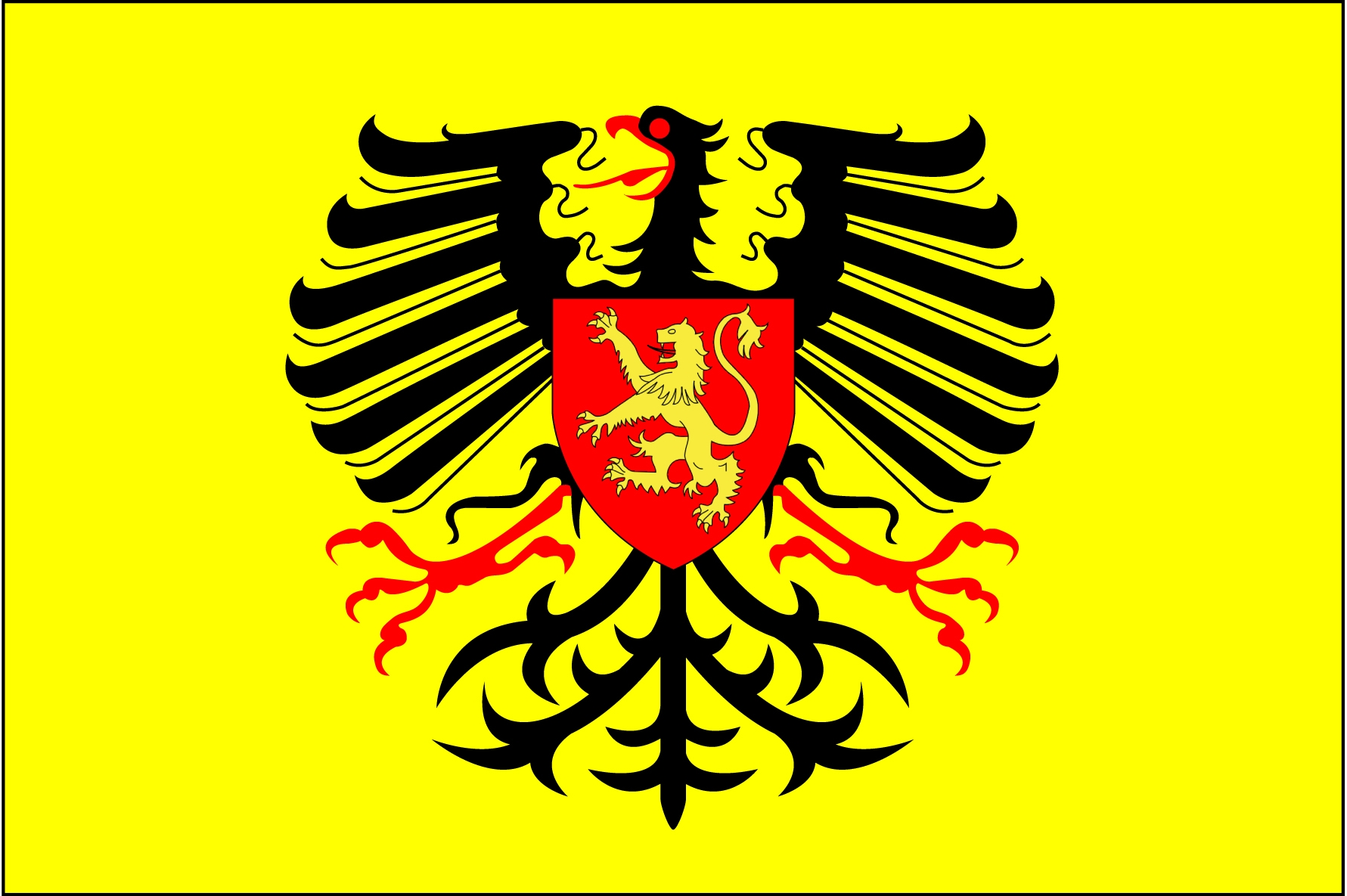
Drapeau de la Principauté de Swedenborg

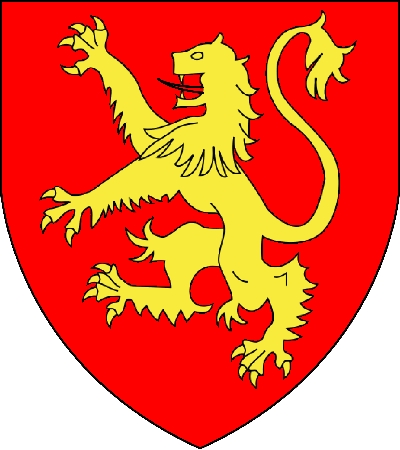
Blason de la famille princière Jansen : un écu de gueules (rouge) au lion rampant (debout, pattes avant écartées) d’or

Le Prince Éric est le nom d'une série de six romans de Serge Dalens, illustrés par Pierre Joubert, publiés à l'origine aux éditions Alsatia, dans la collection Signe de piste. Le prince Éric est également le nom du héros de la série, qui deviendra Éric V de Swedenborg.
Les romans, illustrés par Pierre Joubert, ont été publiés, pour les quatre premiers tomes, aux Éditions Alsatia dans la collection Signe de piste entre 1936 et 1946, totalisant 4,5 millions d'exemplaires vendus. Les deux tomes suivants sont publiés en 1984 (450 000 exemplaires) et 1992 (80 000 exemplaires). 
Éric, jeune scout, se retrouve à 15 ans prince de la principauté imaginaire de Swedenborg, fictivement située en Scandinavie, aux prises avec d'innombrables dangers. Il les traverse grâce à l'amitié fidèle et la bravoure de ses camarades de scoutisme.
Une adaptation en bandes dessinées des trois premiers romans a été publiée en 1966 et 1967 dans l'hebdomadaire J2 Jeunes, avec des scénarios de Serge Dalens et des illustrations d'Alain d'Orange.

## Titres de la saga «Le Prince Éric»
- Le Bracelet de vermeil (1937)
  - Se déroule en août 1936. Éric, jeune prince de la petite principauté de Swedenborg, et Christian, fils d'un chirurgien parisien, se rencontrent au cours d'un camp scout. Ils se trouvent confrontés au mystère du bracelet qu'Éric porte au bras, symbole d'une dramatique vengeance. Éric devra alors choisir entre le devoir et l'amitié, aucun compromis n'étant possible  (ISBN 221505011X).

- Le Prince Éric (1939)
  - Se déroule en décembre 1936 et janvier 1937. Monté sur le trône à 15 ans, à la mort de son oncle, Éric, devenu Éric V de Swedenborg, doit régner entouré de traîtres, d'espions et de ministres corrompus. Son Premier ministre, le comte Tadek, cherche à lui ravir sa couronne à tout prix. Christian et ses autres amis français essaieront de l'arracher des griffes du conseiller félon  (ISBN 2215050128).

- La Tache de vin (1939 - 1946)
  - Se déroule de février à octobre 1938. Rémy, jeune orphelin fraîchement arrivé à la troupe, fait une rencontre mystérieuse, un jeune garçon, Jean-Luc de Bretteville, un ami d'Éric, qui ne veut pas que l'on voie son visage. Lors de cet épisode, le comte Tadek, chassé de Swedenborg après sa trahison, laissé libre par Eric, tente par deux fois d'assassiner le prince  (ISBN 2215050519).

- La Mort d'Éric (1940 - 1942)
  - Commence en août 1939 pour s'achever en juillet 1940. Éric s'engage en 1940 comme officier dans l'armée française. Son ami Christian le rejoint sur le front. Ensemble ils doivent combattre d'autres jeunes gens qui, pour certains, ont leur âge. Dans le camp ennemi, ils retrouvent l'un de leurs anciens amis, connu avant la guerre, Franz von Waldenheim  (ISBN 2215050497).

Ces romans ont été suivis de deux autres romans complémentaires, destinés à éclairer les lecteurs sur de nombreux points jusque-là obscurs : 
- Éric le magnifique (1984)  (ISBN 2215050500)
  - Paru en 1984, ce roman dissipe les nombreux points d'ombre des quatre premiers tomes. Il couvre une période de février 1936 à avril 1939. Il découvre notamment la vie d'Éric avant de monter sur le trône, ainsi que celle d'Yngve. Pour la clarté de l'action, il peut être lu avant La mort d'Éric.

- Ainsi régna le prince Éric (1992)   (ISBN 2215050527)

Les ISBN ci-dessus référencent les ouvrages publiés par les Éditions Fleurus.

## Personnages

### Prince Éric
Le prince Éric naît le 13 juin 1922 dans la principauté de Swedenborg, État indépendant enclavé au sud-est de la Norvège.
Il est le fils unique du prince Carl Jansen, lui-même frère cadet du prince régnant Sven III.
Éric est blond cendré, bouclé ; il a d’immenses yeux verts et est plutôt petit ; il paraît plus jeune que son âge.
Il parle norvégien, français, anglais, allemand et espagnol, joue du piano, chante des berceuses en norvégien et pratique de nombreux sports dont le ski, l'escrime et la voile.
Il y a peu de choses sur son enfance. Sa mère, surnommée par la population "la Bonne princesse", meurt des suites d’une fausse couche, le 13 juin 1935, jour anniversaire des treize ans d'Éric. Son père meurt d’un cancer soit en novembre soit en décembre 1935 et Éric devient le prince héritier. Le prince régnant Sven III meurt le 26 août 1936, après avoir été empoisonné lentement durant plusieurs mois par le médecin du palais aux ordres du comte Tadek. Le prince Éric lui succède, sous le nom d'Éric V. Encore mineur, il a quatorze ans et deux mois lors de la mort de son oncle. Il gouverne donc assisté par le conseil de régence prévu par Sven III dans son testament. Constatant que le 1er Conseiller, le comte Tadek, n'est pas digne de confiance, il impose sa volonté, ce qui n'est pas du goût de ce dernier qui le fait enlever et enfermer et le fait remplacer par un sosie, le jeune Yngve. C'est lui, et non Éric, qui est sacré officiellement le 1er janvier 1937. Libéré par son page, Jef d'Hilssen, aidé des scouts et de l'ambassadeur de France, il chasse Tadek et, émancipé par un référendum qui lui permet de devancer de quelques mois l'âge de sa majorité, fixée à quinze ans pour les princes régnants, il monte sur le trône en plein exercice du pouvoir. Pour sa bravoure et sa magnanimité, il est surnommé  Éric le magnifique par le peuple de Swedenborg.

#### Guerre
Bien que la Principauté soit un État neutre, les princes de Swedenborg, en vertu d’un ancien traité d'alliance avec la France, servent dans l'armée française en cas de conflit. 
Le 20 janvier 1940, l'ambassadeur de France informe le Prince que, s'il considère comme toujours en vigueur le traité qui lie les souverains de Swedenborg au destin militaire de la France, celle-ci sera heureuse de l’accueillir dans l'un de ses plus prestigieux régiments. Le 25 janvier, Éric V de Swedenborg se présente alors à Paris au président de la République et au président du Conseil. Il est affecté comme aspirant Jansen le 10 février au 10e régiment de spahis algériens, unité d'élite où sa conduite lui vaut d'être décoré de la Croix de Guerre. Convoqué le 4 avril au grand quartier général des armées du nord-est, il est chargé d'une mission auprès des pays scandinaves. Le 8 avril, arrivé à Stockholm via Londres, il rencontre le roi Gustave-Adolphe de Suède. Le lendemain, le Danemark s'effondre. La Norvège est attaquée, le Prince parvient après un périple de plusieurs jours à rejoindre le roi Haakon VII de Norvège. Éric V, de retour le 25 avril dans sa principauté encore libre, prend des dispositions pour assurer la régence s'il venait à disparaître. Le 30 avril, il regagne la France à bord d'un sous-marin britannique, le HMS Silkie, qui est attaqué et gravement endommagé. Le 8 mai, le sous-marin accoste à Brest, le Prince regagne Paris en train puis son régiment où il ajoute les Palmes à sa Croix de guerre.

#### Mort d’Éric
À la mi-mai 1940, le généralissime Weygand appelle Éric et le charge d'une mission qui, compte tenu de l’avance allemande, se révèle inutile, malgré les périls encourus. De retour auprès de Weygand, l'aspirant Jansen obtient l'autorisation de regagner son régiment. Entre Vaucouleurs et Nancy sa voiture est prise sous le feu ennemi, son chauffeur tué, et Éric gravement blessé. Rapatrié trop tard dans un hôpital de Vittel dirigé par le docteur d'Ancourt et surchargé de blessés, il y meurt seul et anonyme dans un couloir, le 13 juin 1940, au soir de ses dix-huit ans.
Six mois après la mort d'Éric, le 15 décembre, l’Allemagne ayant décidé de rendre sa dépouille aux siens, une corvette de la Kriegsmarine ramène le corps du dernier prince de Swedenborg dans la principauté occupée. Conformément à ses souhaits, il est inhumé dans la cathédrale Saint Olaf de Swedenborg.
La paix revenue, Swedenborg refusera de se donner un prince étranger et votera son rattachement à la Norvège, comme Éric l'avait pressenti.

### Amis d'Éric
- Christian d'Ancourt, né le 3 octobre 1922 (le même jour d'octobre qu'Yves de Verdilhac/Serge Dalens) de son vrai nom Christian Marie François Liévin de Creil d'Ancourt, fils du marquis et de la marquise d'Ancourt. Brun, il a un corps harmonieusement développé (cf "Ainsi régna le prince Éric", tome 6 de la saga). Sa rencontre avec Éric est relatée dans le Bracelet de vermeil ; leurs deux familles sont liées par une terrible vengeance vieille de cinq siècles. Ils deviennent d'indéfectibles amis.
- Jef d'Hilssen, né le 5 juin 1922, il a les yeux clairs et les cheveux très blonds ; il apparaît dans "Le Prince Éric", tome 2 de la saga. Son père, qui a trouvé la mort avec sa femme dans un accident d’avion, était l’aide de camp du prince Sven. Jef  fait ses études au Gymnasium d’Oslo (lycée) lorsque, pressentant sa mort, le prince Sven le rappelle à Swedenborg pour lui faire intégrer le corps des pages et veiller sur Eric dont il deviendra l’ami fidèle. De huit jours plus âgé qu'Éric, il sauve deux fois la vie de son prince. En 1940, il devient l'adjoint du Conseiller Amersen.

- Nils Stenerhom est le plus jeune page du prince Éric, dix ou onze ans en décembre 1936. Son père, pêcheur, a disparu au large des Lofoten. C’est sa mère qui recueille Éric et ses amis après son évasion de la citadelle d’Halsenoey (cf. "Le prince Éric", tome 2 de la saga).
- Yngve Schmitt est né dans une clinique de Zurich le même jour et à la même heure qu'Éric. Sa mère meurt en lui donnant naissance et son père naturel, le prince allemand Wildstein-Taunus, l'abandonne et le fait élever dans l'ignorance de ses origines. Atteint d'une grave infection pulmonaire, il est soigné dans un sanatorium, où un médecin remarque son extraordinaire ressemblance avec Éric. Récupéré par Tadek, il est substitué à Éric et couronné à sa place. Volontairement privé de soins suffisants, Yngve meurt quelques jours plus tard, sans connaître ses origines ni connaître Éric, auquel il voulait rendre son trône. Il est inhumé dans le mausolée des princes de Swedenborg[7].
- Franz von Waldenheim, né le 14 juillet 1922, dont le nom complet est : Franz Hanno Georg Karl von Waldenheim ; fils du baron et de la baronne von Waldenheim. Première apparition : tome 2.

### Ennemi d’Éric
Olaf Tadek, de son vrai nom Zoltan Nagy, apparaît dans Le Prince Éric, tome 2 de la saga. Né le 1er janvier 1894 d'un père bulgare et d'une mère allemande, naturalisé hongrois, il est mobilisé et participe à la Grande Guerre, puis se distingue par sa férocité aux côtés de Bela Kun. À la chute de celui-ci, il se réfugie à Berlin puis entre dans les SA. Il est envoyé à Swedenborg avec mission de capter la confiance du prince souverain afin d'obtenir la mise à disposition pour la marine allemande des ports de Solsoeneur et d'Heligrays, puis le rattachement de Swedenborg à l'Allemagne.
Il fait de fréquents voyages en Allemagne, où il rend compte de ses activités à son contact du Sicherheitsdienst (SD) ou à Heydrich lui-même.
Nagy réussit parfaitement la première partie de sa mission, puisqu’il devient premier conseiller du Prince et reçoit le titre de comte.
Il fait empoisonner lentement Sven III, qui refuse de livrer les ports à l’Allemagne. Le prince régnant meurt d'une crise cardiaque.
Il enlève et séquestre le prince Éric, qui est délivré par ses amis. Chassé du Swedenborg, il tente par deux fois d'assassiner Éric, une première fois à Paris lors d'une visite officielle et une seconde fois dans le Midi de la France. Tadek est finalement tué par Jef, qui sauve ainsi la vie de son prince (cf. La Tache de vin, tome 3 de la série Le Prince Éric).